# Compliant tower
La compliant tower (CT), torre flessibile in italiano, è una tipologia di piattaforma petrolifera di produzione supportata dal fondale marino.
Strutturalmente la compliant tower è simile ad una piattaforma fissa ma si differenzia per la struttura più snella e flessibile che ne permette l'utilizzo in fondali più profondi. La piattaforma poggia sul fondale marino tramite piloni infissi e supporta alla sommità un ponte su cui sono installati gli impianti di produzione o perforazione. 

## Sviluppo

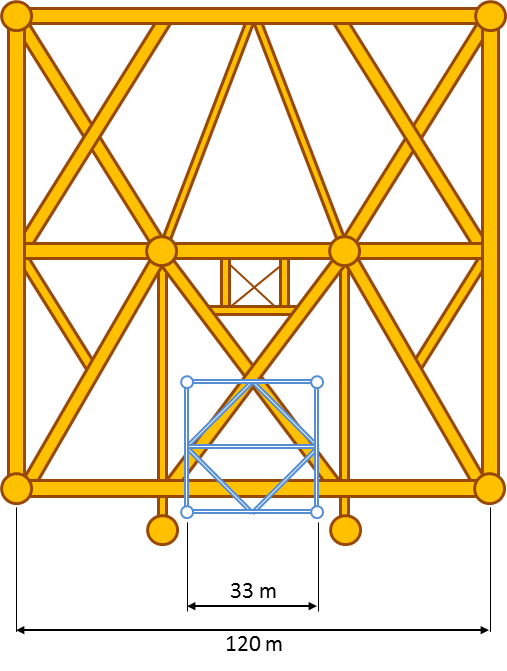
Confronto tra le tipiche dimensioni di una compliant tower (azzurro) rispetto ad una classica piattaforma fissa (giallo) in 400 m di profondità d'acqua.

Le compliant tower si sono sviluppate quando le migliorate tecniche di perforazione e di completamento hanno permesso maggiori portate di idrocarburi per singolo pozzo tali da rendere conveniente l'installazione di queste strutture per profondità d'acqua dell'ordine di 400-800 metri.
Allo stesso tempo, miglioramenti nella progettazione delle piattaforme e delle capacità operative hanno ridotto capex e opex.

## Struttura
L'area geografica per cui le compliant tower sono state sviluppate è il golfo del Messico, in cui i periodici uragani rappresentano la più frequente causa di down-time e di danni strutturali.
Per poter resistere ad un uragano la struttura deve avere un periodo naturale di oscillazione sostanzialmente differente rispetto al periodo dominante dell'uragano.
La differenza sostanziale rispetto ad una piattaforma fissa consiste nel flettersi sotto l'effetto delle onde e del vento, in maniera paragonabile alle strutture galleggianti.
Normalmente il jacket di una compliant tower ha una sezione molto più piccola rispetto alla piattaforma fissa, ma riesce a raggiungere altezze maggiori, fino a 1.000 metri. Tale profondità rappresenta al momento il limite economico per piattaforme fisse dotate di jacket. Esso è generalmente costituito da quattro gambe tubolari di 1-3 m di diametro, rese stabili tramite pali infissi nel fondale marino per decine di metri.
La parte superiore del jacket può essere dotata di comparti galleggianti per ridurre il carico che grava sulla struttura stessa. La spinta di galleggiamento è controllata tramite computer per generare una tensione opportuna negli elementi della struttura.
Normalmente non vengono utilizzati cavi di ritegno a parte il caso della piattaforma Lena, installata nel 1983 nel golfo del Messico in 305 m di fondale ed ancorata con 20 tiranti.
Le attrezzature di superficie, comprensive delle teste di pozzo, sono alloggiate sul ponte posto alla sommità della torre.

## Installazione
Il jacket in genere è costruito a terra in uno o due pezzi che vengono trasportati su chiatte ed installati per mezzo di gru su chiatte a posizionamento dinamico.
L'installazione comincia con l'infissione dei pali di ancoraggio. Se il jacket consiste di più parti, queste possono essere unite in acqua orizzontalmente o nella posizione definitiva in verticale. Successivamente il jacket viene lanciato in acqua dal bordo laterale o posteriore della chiatta. La gru poi installa il jacket nella posizione definitiva.
Le attrezzature di superficie vengono anch'esse trasportate su chiatte e installate in moduli o in un unico pezzo.
Le condotte sottomarine vengono poi varate tramite navi posa-tubi, in genere a posizionamento dinamico per evitare di interferire con i tiranti della piattaforma.
La completa installazione di una compliant tower può durare fino a otto mesi, prima che la produzione o una nuova fase di perforazione possa cominciare.

## Compliant towernel mondo
Al momento esistono cinque compliant tower al mondo. Le prime tre sono state installate nel golfo del Messico; recentemente l'utilizzo di questa struttura è stato esteso ad altre aree con l'installazione di altre due piattaforma nell'oceano Atlantico di fronte alle coste dell'enclave di Cabinda, Angola.
| Piattaforma     | Anno | Area              | Stato       | Operatore  | Profondità marina (m) | Altezza totale (m) |
| --------------- | ---- | ----------------- | ----------- | ---------- | --------------------- | ------------------ |
| Lena            | 1983 | Golfo del Messico | Stati Uniti | ExxonMobil | 305                   | 397                |
| Baldpate        | 1998 | Golfo del Messico | Stati Uniti | Hess       | 502                   | 580                |
| Petronius       | 1998 | Golfo del Messico | Stati Uniti | Chevron    | 531                   | 610                |
| Benguela-Belize | 2005 | Oceano Atlantico  | Angola      | Chevron    | 390                   | 512                |
| Tombua Landana  | 2009 | Oceano Atlantico  | Angola      | Chevron    | 366                   | 474                |